# 劳伦斯·H·斯奈德
劳伦斯·H·斯奈德（1901年7月23日—1986年10月8日）是一位美国人类遗传学家，1948年任美国遗传学学会会长，1950年任美国人类遗传学学会会长，1957年任美国科学促进会主席，1958—1963年任夏威夷大学校长。